# Cercle d'échecs de Bischwiller
Le Cercle d'échecs de Bischwiller, ou CE Bischwiller, est un club d'échecs basé dans la commune de Bischwiller (Bas-Rhin), créé en 1981. Il fait partie de l'élite des clubs d'échecs français, et plus particulièrement dans les trois premiers depuis 2013, après une dernière remontée en élite pour la saison 2011-2012.  Il présente aussi des équipes pour le Top Jeunes et le Top 12 féminin. 
Depuis longtemps en Alsace, Bischwiller assure la détection de talents en organisant des séances d’initiation dans les écoles de Bischwiller, Weyersheim, Weitbruch, Herrlisheim, et Haguenau. La formation chez les jeunes représente la colonne vertébrale du club. Jean Netzer, né en 1987, en est une excellente illustration. Formé au club de Bischwiller, il est devenu Maître International.
Le club bénéficie du sponsoring de Wolfgang Grenke, qui est aussi connu dans l'organisation de tournois de haut niveau d'échecs en Allemagne. 

## Histoire
Le Cercle d'échecs de Bischwiller a été créé en 1981 par Roland Reeb, qui est aussi son premier président. Le 20 novembre 1981 est effectué le dépôt des statuts du cercle au Tribunal de Haguenau. (Vol XIII, Folio 519).
En avril 1985, le club otient le 1er titre de Championne de France pupillette à Épinal pour Virginie Liénard. De nombreux autres titres de Champion de France jeunes suivront.
Pour l'équipe adulte, le club passe de la division départementale 3, à la Départementale 2, puis à la Départementale 1.
- 1987/1988 : Participation à la première édition du championnat de France par équipes de 8 jeunes.
- 1988 : Accession à la Nationale 4 adultes.
- 1989 : Titre de vice-champion de France par équipes jeunes.
- 1990 : 1er titre de Champion de France par équipes jeunes.
- 1991 : 2e titre de Champion de France jeunes.
- 1992 : Accession à la Nationale 3 adultes, 2e titre de Vice Champion de France par équipes jeunes.
- 1993 : Accession à la Nationale 2 adultes.
- 2000 : Vainqueur en Nationale 2, le club accède pour la première fois au Championnat de France d'échecs des clubs à la saison 2000-2001. De 2000 à 2011, le club est redescendu trois fois (2000-2001, 2007-2008, et 2009-2010), avec à chaque fois une remontée immédiate.
- 2000 : un tournoi de Grands Maîtres Internationaux (G.M.I) et de 1996 à 2004 six autres tournois de Maîtres Internationaux (M.I.).
- 2007 : Titre de champion de France par équipes de 4 cadets.
- 2008 : Chez les féminines, le club remporte un premier titre de Champion de France. Il représente la France en Coupe d’Europe des clubs Champions en Grèce.
- 2009 et 2010 : Bilel Bellahcene, a remporté deux titres de champion de l’Union européenne, plus quatre autres titres de Champion de France dans différentes catégories d’âge. Sa sœur Anissa, née en 1999, a remporté un titre de Championne de France. Une autre sœur, Meriem, née en 2002, a remporté deux titres de Championne de France. Et enfin Sofia née en 2005 était championne de France petite poussine en 2013.
- 2012 : Bischwiller prend la 6e place du Championnat de France d'échecs des clubs 2011-2012.
- 2013 : Bischwiller se classe 3e au Championnat de France d'échecs des clubs 2012-2013. Qualifié pour la Coupe d’Europe à Rhodes, le club n’a pu s’aligner faute de moyens financiers suffisants.
- En août 2013 :Nino Maisuradze remporte son 1er titre de Championne de France.
- En mai 2014, Bischwiller remporte la finale nationale de la Coupe Jean-Claude Loubatière.
- En juin 2014 : 2e du Championnat de France d'échecs des clubs 2013-2014. Qualifiée pour la coupe d’Europe à Bilbao, l’équipe décline sa sélection faute de moyens financiers.
- En août 2014 : Nino Maisuradze remporte à Nîmes son 2e titre de Championne de France.
- En mai/juin 2015 : Bischwiller remporte son premier titre de Championnat de France d'échecs des clubs 2014-2015. 3e qualification en coupe d’Europe des clubs champions.
- En juin 2015 : à Lyon, Bischwiller gagne le TOP 12 féminin et remporte le titre de champion de France féminin. 2e qualification à une Coupe d’Europe féminine des clubs champions.
- En août 2015 en République tchèque, nouveau championnat de l’Union européenne avec la qualification de la poussine Sofia BELLAHCENE et de la petite poussine Emma SCHMIDT, toutes deux membres de l’équipe de France Espoirs. Sofia remporte le titre de Championne poussine de l’Union européenne.

## Championnat de France des clubs (Top 12)

### Équipe première
L'équipe de Bischwiller est sur le podium du championnat de France d'échecs des clubs depuis 2013, sans discontinuer. Après plusieurs tentatives, Bischwiller est devenu champion de France en 2015 au Grau du Roi en devançant le club alto-séquanais multiple champion de France, Clichy Échecs 92.

#### Composition
En 2016,  Anish Giri est le leader incontesté de l’équipe. Parmi les Français, les leaders sont Étienne Bacrot et Romain Édouard.

#### Palmarès
L'équipe est championne de France en 2015, 2018 et 2019, 2021 et 2022.

### Top 12 féminin

#### Composition de l'équipe féminine
L'équipe est notamment composée de Sylvie Genzling, Julie Fischer, Roza Lallemand, et Lela Javakhichvili.

#### Palmarès féminin
L'équipe est championne de France du Top 12 féminin en 2008.

### TOP-Jeunes

#### Palmarès au TOP-Jeunes
En 1997, 2007, 2008, 2010, 2012 le club a remporté le Trophée du meilleur club Jeunes à l’issue des championnats de France jeunes. En 2013 le club s’est classé 1er ex æquo avec Mulhouse et Monaco, et 2e au départage. En 2014 le club était classé 6e, et en 2015 3e ex æquo.

## Autres équipes
Le CE Bischwiller participe  aux championnats de Nationale I et II, et de Nationale IV (local). Il est également engagé en championnat de ligue et championnat départemental. Il participe aux épreuves de Coupe de France, Coupe d’Alsace, Coupe 2000  et Coupe Jean-Claude Loubatière.

## Personnalités

### Actuellement au club
- Lela Javakhichvili

### Anciens membres
- Sébastien Mazé[4]
- Roza Lallemand